# Perlesta etnieri
Perlesta etnieri är en bäcksländeart som beskrevs av Boris C. Kondratieff och Kirchner 2002. Perlesta etnieri ingår i släktet Perlesta och familjen jättebäcksländor. Inga underarter finns listade i Catalogue of Life.